# Jeugdautoriteit
De Jeugdautoriteit (JA) is een Nederlandse overheidsdienst die als hoofdtaak heeft de problemen met de continuïteit van jeugdhulp te signaleren en te helpen oplossen. Dit gebeurt door advisering, onderzoek, kennisdeling en bemiddeling waardoor voorkomen wordt dat jeugdhulp niet onderbroken wordt wanneer jeugdhulpaanbieders in financiële problemen komen.

De overheidsdienst was tot 31 augustus 2022 gehuisvest in de Hoftoren in Den Haag, en is nu gevestigd in het rijkspand Terminal Noord.
De Jeugdautoriteit kwam op 1 januari 2019 in de plaats van de Transitie Autoriteit Jeugd en is onderdeel van het ministerie van Volksgezondheid, Welzijn en Sport.
Na twee jaar bleek de nieuwe overheidsdienst niet geheel bij machte om het doel, waarborging continuïteit van jeugdhulpverlening, te realiseren.
In 2021 werd daarom door diverse partijen, op initiatief van staatssecretaris Paul Blokhuis, de Branches Gespecialiseerde Zorg voor Jeugd (namens Jeugdzorg Nederland, de Nederlandse ggz, de VGN en VOBC), de Vereniging van Nederlandse Gemeenten en de ministeries van Justitie en Veiligheid en Volksgezondheid, Welzijn en Sport (ook namens de Jeugdautoriteit) een convenant bekrachtigd waarbij afspraken vastgelegd werden om te voorkomen dat jeugdhulp aan jeugdigen en hun ouders of wettelijke vertegenwoordigers (tijdelijk) weg zou kunnen vallen wanneer hulpaanbieders in (financiële) problemen komen.

## Achtergrond
Reeds in 2006 adviseerde Commissaris Van Eijck het kabinet een jeugdautoriteit in te stellen. Dit nadat hij in opdracht van het kabinet onderzoek had gedaan naar het jeugdbeleid van dat moment. Hij constateerde te weinig samenwerking tussen de inspecties voor Gezondheidszorg, Jeugdzorg, Onderwijs, Werk en Inkomen en de Inspectie Openbare Orde waardoor jongeren met problemen regelmatig tussen de wal en het schip raakten. 

Zijn advies was zowel het realiseren van een centrale inspectieafdeling (een Jeugdautoriteit) die niet alleen zou kijken of alles aan de onderwijs- of zorgregels voldeed, maar vooral bevoegd was om een bredere blik te hebben mbt betrokken instanties alsook het reorganiseren van het jeugdbeleid, de financiering en bevoegdheden die op dat moment over 7 ministeries verdeeld bleken.  
Om dit mogelijk te maken was zijn suggestie om voor 1 ambtstermijn een jeugdminister (eventueel gecombineerd met een ander verwant ministerschap ) aan te stellen die deze zaken zou moeten gaan regelen.

Dit advies werd niet geheel overgenomen. Er kwam wel een Transitie Autoriteit Jeugd.
Het bleek niet voldoende om de problemen op te lossen en in 2018 werd deze instelling opgeheven. In 2019 kwam het besluit om alsnog een Jeugdautoriteit in te stellen en de nodige mandaten te geven.

## Taken van de Jeugdautoriteit (samengevat)
Analyse, signalering, monitoring en rapportage inzake :
- Risico’s voor de continuïteit van jeugdhulp, kinderbeschermingsmaatregelen of jeugdreclassering;
- Ontwikkelingen op het gebied van jeugdhulp, kinderbeschermingsmaatregelen en jeugdreclassering;
- Naleving van afspraken tussen jeugdhulpaanbieders, gemeenten, jeugdhulpregio’s, de Vereniging van Nederlandse Gemeenten en de ministeries van VWS en JenV;
- Het adviseren over financiële ondersteuning aan organisaties in bijzondere gevallen;
- Mogelijke bestuurlijke maatregelen ten aanzien van het beleid met betrekking tot de Jeugdwet.

| Bronnen, noten en/of referenties 1. 2. 3. 4. 5. 6. 7. 8. 9. 10. |